# Västergötland–Göteborgs järnvägsaktiebolag
Västergötland–Göteborgs järnvägsaktiebolag (VGJ) war eine Eisenbahngesellschaft in Südschweden. Sie baute nur einige Eisenbahnstrecken selbst und verband zahlreiche schmalspurige Inselnetze durch Anmietung oder Kauf. Sie wurde 1948 im Rahmen der allgemeinen Eisenbahnverstaatlichung von Statens Järnvägar (SJ) übernommen.

## Vorgeschichte
Während der 1870er- und 1880er-Jahre waren die Städte Lidköping, Skara, Mariestad und Hjo nicht nur mit Schmalspurbahnen mit 891 mm Spurweite untereinander, sondern auch mit dem übrigen normalspurigen Schienennetz durch den Anschluss in Stenstorp und Moholm mit Västra stambanan und in Håkantorp mit Uddevalla–Vänersborg–Herrljunga järnväg verbunden.
So entstand die Idee, die schmalspurigen Netze in Västergötland und Göteborgs och Bohus län zu verbinden, um das gesamte Netz aufzuwerten und das Hinterland der Stadt Göteborg zu erschließen. Dieser Idee folgten der Leiter der Provinzregierung (schwed. län) L. W. Lothigius, der Reichstagsabgeordnete Axel Carlsson und der Betriebsleiter Freiherr J. Alströmer in Älvsborgs län, Kapitän S. Flach, Leutnant N. von Hofsten und Gutsbesitzer E. Moritz in Skaraborgs län sowie Major Ph. Åqvist, Großhändler P. Fürstenberg und August Carlsson in Göteborg, die sich bereit erklärten, diese Idee zu verwirklichen.
Am 28. Juli 1892 fand ein Treffen in der Bärebergs Gaststätte statt, bei der über eine Bahnstrecke von Håkantorp nach Älvängen oder Göteborg gesprochen wurde. Kapitän Ph. Oterdahl vom Väg- och vattenbyggnadsstyrelsen (Weg- und Wasserbaubüro) sollte den Auftrag erhalten, Vorarbeiten dafür zu übernehmen. Dieser Auftrag wurde zurückgestellt, da vorher die genaue Route festgelegt werden sollte. Das folgende Treffen fand am 15. Dezember 1892 in Alingsås statt, wo verschiedene Varianten besprochen wurde, bei denen jede Gemeinde ihre Interessen vertreten sehen wollte.
Dort wurden weitreichende Entscheidungen getroffen. So sollte der südliche Endpunkt der Strecke Göteborg und nicht Älvängen sein. Es wurde zudem beschlossen:
- Göteborg–Håkantorps järnväg sollte mit einer Bahnstrecke Skara–Vara an einem passenden Knotenpunkt verbunden werden und
- diese Bahnstrecke zwischen Göteborg und Håkantorp sollte zusammen mit der Zweigstrecke nach Skara über Vara von einer gemeinschaftlichen Gesellschaft gebaut werden
- ein Interims-Gremium für diese Vorbereitungen sollte bei dieser Versammlung gewählt werden
- diese Gremium sollte für die Voruntersuchungen der Zweigbahn nach Skara 2.500 Kronen bereitstellen

Dem Interims-Vorstand gehörten gewählte Vertreter Göteborgs sowie aus Vättle, Kullings, Bjärke, Barne und Viste an, ferner wurden die Interessen von Lidköping und Skara vertreten. Dieser Personenkreis erhielt ferner das Mandat, die Voruntersuchungen für den Bahnbau in Auftrag zu geben und die Konzession für die Strecke zu beantragen.

## Konzessionsantrag und Namensgebung
Der Interims-Vorstand beschloss in seiner ersten Sitzung am 9. Januar 1893, den Konzessionsantrag zu stellen. Nach einem Angebot von Oterdahl bekam dieser den Auftrag, Zeichnungen und Kostenvoranschlägen zu erstellen, um diese als Grundlage für die Bewerbung um eine Konzession zu nutzen. Die Streckenführung wurde festgelegt, es sollten Bahnhöfe und Haltestellen in Angered, Bergum, Lundby, Östad, Gräfsnäs, Sollebrunn, Mellby, Nossebro (bezeichnet als: Nossabro) und Essunga kyrka errichtet werden. Dann sollte bei Gemeinden und Privatpersonen um die Zeichnung von Aktien geworben sowie Verhandlungen wegen der benötigten Grundstücke aufgenommen werden.
Der daraufhin ebenfalls bestellte geschäftsführende Vorstand bestand aus dem Leiter der Provinzregierung L. W. Lothigius als Vorsitzenden, seinem Stellvertreter Major Ph. Åqvist sowie den Beisitzern Aug. Carlson, P. Fürstenberg, O. Melin, Palm, Axel Carlsson, Wennéris und Von Hofsten. Letztendlich wurde bestimmt, dass die zu bauende Eisenbahnstrecke den Namen Västergötland–Göteborgs järnväg bekommen solle.
Aus dem Vorstandsprotokoll vom 14. August 1893 ist zu entnehmen, dass Kapitän Oterdahl die entsprechenden Planungsunterlagen mit einem Kostenvoranschlag für die Hauptstrecke von Göteborg über Vara nach Skara sowie für eine Nebenstrecke zwischen Pedersbacke und Håkantorp oder alternativ zwischen Vara Richtung Osten zur Vänersborgsbanan zum Bahnhof Håkantorp erstellen solle. Die vorgeschlagene Hauptbahn war 129,2 km lang und sollte 4.029.000 Kronen kosten, die Nebenstrecke Pedersbacke–Håkantorp würde eine Länge von 11,8 km haben und 270.000 Kronen kosten, während die alternativ vorgeschlagene Strecke Vara–Håkantorp 8,5 km lang wäre und 186.000 Kronen kosten würde.
Schließlich wurde in dieser Sitzung beschlossen, dass die Konzession für den Bau einer Bahn von Göteborg nach Skara und für eine Nebenbahn von Vara nach Håkantorp beantragt werden solle.

## Nebenstrecke Pedersbacke (Tumleberg)–Håkantorp
Der Vorschlag, die Nebenbahn zwischen Vara und Håkantorp zu errichten, führte zu heftigen Protesten, vor allem aus Lidköping. Diese Proteste verzögerten den gesamten Bahnbau um einige Jahre. Die Konzession für die Bahnstrecke Göteborg–Vara–Skara wurde am 10. Mai 1895 erteilt. Bedingung war, dass der Baubeginn bis zum 31. Dezember 1896 und die Verkehrsaufnahme am 1. Oktober 1898 erfolgen müsse.
Auf Grund der Proteste für die Nebenstrecke wurde die andere Alternative zwischen Pedersbacke und Håkantorp gewählt. Diesem Vorschlag stimmte Lidköping zu, das eine direkte Verbindung nach Göteborg wünschte. Die Konzession für diese Variante wurde am 31. Dezember 1896 bewilligt.

## Gründung derVästergötland–Göteborgs järnvägsaktiebolag(VGJ)
Auf dem Treffen in Göteborg am 19. September 1896 konstituierte sich die Västergötland–Göteborgs järnvägsaktiebolag (VGJ). Als Vorstand wurden Major Ph. Åqvist als Vorsitzender, Großhändler P. Fürstenberg, August Carlsson, Chr. Carlander und J. A. Waller aus Göteborg sowie der Reichstagsabgeordnete Ax. Carlsson und Kapitän S. Flach gewählt.
Als neuer Fertigstellungstermin für die Strecke wurde auf Antrag der 1. Dezember 1899 bewilligt. Die örtlichen Vermessungsarbeiten erfolgten im Spätherbst 1896 durch Major E. Westerberg. Am 9. April 1897 wurde Kapitän J. O. H. Nyström vom Väg- och vattenbyggnadskåren Geschäftsführer.

## Bau der ersten Strecke
Mit dem Streckenbau wurden am 10. September 1897 die Ingenieure K. A. Lagergren und O. J. M. Malmstedt beauftragt. Die Trassierungsarbeiten der Strecke begannen schon im August 1897 und bis zum Jahresende waren 47,3 Kilometer für die Verlegung der Schienen vorbereitet. Dazu wurde an 16 Brücken und 105 Durchlässen gearbeitet. Im Einsatz waren zwischen 400 und 1300 Arbeiter. Mit Uddevalla–Vänersborg–Herrljunga Järnväg (UWHJ) und Lidköping–Skara–Stenstorps Järnväg (LSSJ) wurde über den Anschluss von VGJ in deren Bahnhöfen Vara und Skara verhandelt.
Ende 1898 waren 126,2 Kilometer trassiert. Dazu wurden zwei Tunnel errichtet. Dies waren Brobackatunneln südlich des Bahnhofes Ålanda (heute Anten) sowie ein zweiter Tunnel zwischen Björboholm und Sjövik. Mehrere Brückenbauwerke waren abgeschlossen und einige Bahnhöfe im Bau. Die Verlegung der Schienen begann im Juni 1898 und war bis zum Jahresende auf den Streckenabschnitten Vara–Öttum (20 km), Håkantorp–Utby (27 km), Pedersbacke–Afså (27 km) und Skräppekärr–Linnarhult (6 km) abgeschlossen.
Allerdings drohte auf Grund der schlechten Wirtschaftslage die Einstellung der Bauarbeiten durch die Vertragspartner. Deshalb beschloss VGJ, die Arbeiten unter eigener Regie weiterzuführen. Die Arbeitskräfte, die technischen Geräte und das Material wurden dazu übernommen. Unter der Leitung von J. O. H. Nyström wurden die Arbeit unter hohem Tempo fortgesetzt. Ende 1899 war der Bau der Strecke im Wesentlichen abgeschlossen, so dass am 1. Januar 1900 die Bahnstrecke Göteborg–Skara und die Bahnstrecke Pedersbacke (Tumleberg)–Håkantorp für den öffentlichen Verkehr freigegeben werden konnten.
In Göteborg endeten die Personenzüge am Lilla Bommen. Am 11. Juni 1932 wurde der Personenverkehr zu einem neuen Bahnhof Göteborg Västgöta mit Anschluss an Göteborgs centralstation verlegt.

## Baukosten
Die Gesamtkosten für die Strecke betrugen für die VGJ bis Ende 1900 4.831.969 Kronen, davon waren 794.944 Kronen für die Beschaffung des Rollmaterials. Diesem Preis stand eine 141,190 km lange Schmalspurbahn in der Spurweite 891 mm entgegen, deren Nebengleise noch einmal 10,8 Kilometer maßen. Die verbauten Stahl-Schienen hatten ein Metergewicht von 17,4 Kilogramm. Die größte Steigung betrug 16 ‰ und der kleinste Kurvenradius 200 Meter. Gefahren wurde mit einer Höchstgeschwindigkeit von 45 km/h. 187 Mitarbeiter waren bei der Gesellschaft angestellt. Dazu war eine große Zahl von Wohngebäuden, Bahnhöfen mit zugehörigen Nebengebäuden und Bahnwärterhäuser errichtet worden.

## Kauf derSkara–Kinnekulle–Vänerns Järnväg(SKWJ)
1902 stellte der Vorstand der VGJ Überlegungen an, das Eisenbahnnetz zu erweitern. Es nahm den Wunsch der SKWJ auf, beide Gesellschaften zu verschmelzen. Beide nahmen miteinander Verhandlungen auf, die zu einer Vereinbarung führten. Danach verkaufte die SKWJ ihre Bahnstrecke Skara–Hönsäters hamn für 434.361 Kronen. VGJ bezahlte diese Summe mit einem staatlichen Darlehen in Höhe von 296.200 Kronen mit einer jährlichen Rückzahlungsrate von 4.661 Kronen. 13.500 Kronen wurden in bar bezahlt und die restlichen rund 120.000 Kronen wurden in Aktien beglichen. Die Vereinbarung beinhaltete die Übernahme aller Mitarbeiter durch die VGJ.
Die Aktionärsversammlung der SKWJ am 4. August 1903 genehmigte die Vereinbarung mit der VGJ. Am 1. Januar 1904 wurde von der Gesellschaft von der VGJ übernommen, danach wurde das gesamte Rollmaterial in das der VGJ eingereiht.

## Das Projekt Skara–Timmersdala–Mariestad
1899 gab es eine Reihe von Interessenten, die für den Bau einer Skara–Timmersdala–Mariestad Järnväg einen vorläufigen Bauvorstand gebildet hatten. Die Pläne waren weit fortgeschritten und ein Kostenvoranschlag wurde vorbereitet. Er umfasste etwa 1.200.000 Kronen. 1902 schlug Gutsbesitzer Hjalmar Larsson in Leksberg in einem Brief an VGJ vor, dass diese die vorgeschlagene Eisenbahnstrecke bauen solle.
Da die VGJ daran interessiert war, wurde die Frage auf einer außerordentlichen Hauptversammlung 1904 behandelt. Die Entscheidung war, dass VGJ eine Eisenbahnstrecke von Skara über Timmersdala nach Mariestad bauen würde. Die Konzession wurde 1905 erteilt und die Vorbereitungen für den Bau getroffen. Dann stellte sich heraus, dass einige der Zusagen durch den Bauvorstand der Skara–Timmersdala–Mariestad Järnväg nicht erfüllt werden konnten und VGJ zog sich aus dem Projekt zurück. Die Verbindung nach Mariestad war gewünscht, so dass man mit der Mariestad–Kinnekulle Järnväg (MKJ) verhandelte, um sie zu übernehmen.

## Kauf derMariestad–Kinnekulle Järnväg(MKJ)
Seit VGJ 1904 die SKWJ gekauft und in den eigenen Betriebsablauf integriert hatte, wurde als Nächstes an eine Zusammenlegung von VGJ und MKJ gedacht. Die Initiative dazu kam von K. G. Wallenius. Nach wie vor war es das Ziel, Mariestad durch eine direkte Strecke unter gleicher Verwaltung von Göteborg aus über Skara zu erreichen.
Am 22. August 1908 wurde die Kaufurkunde unterzeichnet, mit der VGJ für 445.136 Kronen und 85 Öre MKJ erwarb. Auch die Strecke dieser Gesellschaft wurde völlig in den Betriebsablauf integriert. Damit war die Grundlage gegeben, dass VGJ eine Strecke von Mariestad über Torved nach Gårdsjö oder alternativ über Torved nach Gullspång errichten konnte. Mit dem Kaufvertrag wurde das gesamte Personal von MKJ übernommen. Das Rollmaterial wurde in das Nummernschema von VGJ integriert.

## Die Verlängerung nach Gårdsjö und Gullspång
Als 1905 die Pläne für eine Strecke Skara–Timmersdala–Mariestad diskutiert wurde, wurde über eine Verlängerung der VGJ von Mariestad über Lyrestad nach Gullspång gesprochen. VGJ beantragte in diesem Jahr eine Konzession für diese Strecke nach Gullspångs Station der Nora Bergslags Järnväg (NBJ). Die Konzession wurde am 28. September 1906 erteilt.

## Die Strecke Mariestad–Torved
In der zweiten Hälfte des Jahres 1907 wurde der Abschnitt Mariestad–Torved abgesteckt. Man war mittlerweile nicht mehr daran interessiert, die Strecke bis nach Gullspång zu bauen. Grund dafür war, dass NBJ eine Konzession für eine Normalspurstrecke zwischen Otterbäcken und Töreboda erhalten hatte. Diese wäre nahezu parallel zu der genehmigten Strecke Torved–Gullspång der VGJ verlaufen.

## Die Strecke Torved–Gårdsjö
Da die VGJ seit 1906 die Konzession für die Strecke Route Mariestad–Torved–Gullspång hatte, gab es eine Reihe von Interessenten einschließlich des Gouverneurs von Skaraborgs län, F. de Geer, die eine Konzession für die Strecke Gårdsjö–Torved beantragten. Zeichnungen und Kostenvoranschläge für diese Strecke waren bereits von dem Ingenieur J. A. Jonzon in Leksberg angefertigt worden. Nach Verhandlungen mit diesen Interessenten übernahm VGJ am 30. Oktober 1908 diese Konzession.

## Bau der Strecke Mariestad–Torved–Gårdsjö
Nun hatte VGJ die Konzession für die gesamte Strecke. Kapitän Nystrom errechnete in einem Kostenvoranschlag 1.125.000 Kronen für den Bau. Mit dem Ingenieur J. A. Jonzon als verantwortlichen Bauleiter begann die Arbeit Anfang 1908. Am Ende des Jahres waren von Mariestad aus beginnend 20,227 Kilometer trassiert und 11,070 Kilometer mit Schienen versehen. Die Schienen hatten ein Metergewicht von 17,4 kg und waren zuvor auf dem Streckenabschnitt nördlich von Göteborg im Einsatz. Dort hatte man diese zwischenzeitlich durch Schienen mit einem Metergewicht von 25 kg ersetzt. Am 1. Januar 1910 wurde die 39 Kilometer lange Strecke für den öffentlichen Verkehr freigegeben.
Der Bahnhof in Gårdsjö wurde von VGJ finanziert und später von Statens Järnvägar mit benutzt. Der Götakanal wurde bei Lyrestad nördlich von Mariestad mit einer Drehbrücke überquert.

## Bau der Strecke Torved–Gullspång
NBJ plante den Ausbau der Strecke von Otterbäcken über Torved nach Töreboda. Dieser Ausbau wurde allerdings von NBJ nicht ausgeführt. Im Dezember 1913 beantragte eine Anzahl von Interessenten eine Konzession für die Strecke Torved–Gullspång. Dieser Antrag wurde am 19. August 1914 genehmigt, weil VGJ seine alte Konzession von 1906 für die gleiche Strecke hatte verfallen lassen. Die neue Konzession wurde am 5. November 1915 wieder an die VGJ übertragen mit der Maßgabe, dass „im Falle Statens Järnväger in Zukunft die Strecke Otterbäcken–Töreboda bauen würde, hätten der Staat das Recht, den Schmalspurabschnitt zu kaufen“.
J. A. Andersson begann mit dem Bau am 29. September 1915. Die Zeichnungen wurden von Nyström gefertigt und die Kosten auf 610.000 Kronen geschätzt. Am 1. Januar 1917 wurde die Strecke für den öffentlichen Verkehr in Betrieb genommen.
Damit betrug die Gesamtlänge der VGJ-Strecke Göteborg–Skara–Mariestad–Gårdsjö mit den Zweigstrecken Tumleberg–Håkantorp und Torved–Gullspång nunmehr 259,8 km. Die Länge der weiteren Gleise wie der Lade- und Ausweichgleise betrug 41 km. Dies war die größte Ausdehnung des eigenen Streckennetzes der Gesellschaft, die in späteren Jahren weitere Gesellschaften übernahm, diese jedoch eigenständig bestehen ließ.

## Kauf weiterer Eisenbahngesellschaften

### Trollhättan Nossebro Järnväg, TNJ
1925 verkaufte der schwedische Staat TNJ für 225.000 Kronen an VGJ. Der Eigentumsübergang erfolgte am 1. Juli.
Der Verkehr der TNJ wurde von der VGJ geplant, ebenso erfolgte die Verwaltung vom neuen Besitzer. Allerdings blieb TNJ als eigenständige Gesellschaft bestehen. Von 1. Januar 1927 an wurde TNJ in eine Tochtergesellschaft der VGJ umgewandelt, die den Namen Trollhättan–Nossebro Nya Järnvägs aktiebolag erhielt.

### Skara–Timmersdala Järnväg, STJ
1925 verkaufte Statens Järnvägen STJ an VGJ. Für 125.000 Kronen wurde VGJ ab dem 30. Juni 1925 neuer Eigentümer der STJ, die als eigenständige Gesellschaft bestehen blieb. Ebenso wie die TNJ erfolgte die Verkehrsplanung und die Verwaltung durch den neuen Besitzer.

### Lidköping–Skara–Stenstorps Järnväg, LSSJ
Västergötland–Göteborgs Järnväg (VGJ) hatte die beiden Bahngesellschaften Skara–Kinnekulle–Vänerns Järnväg (SKWJ) und Mariestad–Kinnekulle Järnväg (MKJ) gekauft und in die Strecken integriert. 1909 wurde der Kauf der LSSJ geplant. Diese Planung traf auf harten Widerstand im lokalen Bereich, so dass es jahrelanger Anstrengungen bedurfte, um dieses Ziel zu erreichen. 1914 wurde begonnen, Aktien der Gesellschaft zu kaufen. 1915 wurde mit der Stadt Skara vereinbart, deren gesamten Aktienbestand zu übernehmen. Dadurch hatte VGJ die Aktienmehrheit an der LSSJ.
Die guten Beziehungen für diesen Kauf lagen in der Tatsache, dass VGJ bereits seit 1. Januar 1916 die Strecke gepachtet und betrieben hatte. Formal blieb LSSJ eine eigene Eisenbahngesellschaft.

### Mariestad–Moholms Järnväg, MMJ
1924 erwarben Göteborg–Västergötlands Järnvägar die Aktienmehrheit der MMJ. Die Übernahme erfolgte zum 1. Februar 1925. MMJ blieb ein eigenständiges Unternehmen, die Verwaltung und die Verkehrsplanungen erfolgten jedoch durch VGJ.

## Modernisierung und Rationalisierung
Höhere Zuggewichte und schnellere Verbindungen forderten die Verstärkung bestimmter Bahnstrecken. Bereits 1908 begann auf der Strecke Göteborg–Skara der Ersatz der alten Stahlschienen mit einem Metergewicht von 17,4 kg durch solche mit einem von 25 kg. 1918 war die gesamte Route umgebaut. Die ausgebauten Schienen wurden bei Arbeiten an den Strecken Mariestad–Gårdsjö, Trollhättan–Nossebro, Torved–Gullspång, Lidköping–Skara–Stenstorp sowie Mariestad–Moholm verwendet.
Nach dem Kauf von Skara–Kinnekulle järnvägar und Mariestad–Kinnekulle järnvägar wurden Schienen mit 20 kg benutzt. Der Bahnabschnitt Mariestad–Gårdsjö erhielt zwischen 1916 und 1922 Schienen mit 25 kg. Die 20 kg–Schienen zwischen Skara und Mariestad wurden der in der zweiten Hälfte der 1940er Jahre auf 25 kg geändert.
Die Brücken, die vor 1901 gebaut wurden, mussten verstärkt werden, da die Gewichte der Züge stiegen. Zwischen Skara und Mariestad geschah dies 1909 und zwischen Skara und Göteborg von 1922 bis 1929.
Im Laufe der Jahre wurden viele Bahnhöfe umgebaut und modernisiert. Elektrische Lichter wurde in Gebäuden und Signalen installiert, diese Arbeiten waren bis Ende der 1940er Jahre überall abgeschlossen.
Durch diese Maßnahmen konnte die Höchstgeschwindigkeit für die Züge auf 50 km/h angehoben werden. Für Triebwagen betrug die Höchstgeschwindigkeit 60 km/h. Die maximale Achslast wurden von 7,2 Tonnen auf 8,5 Tonnen erhöht.

## Umbauvorschläge auf Normalspur
Auf Vorschlag von Nyström waren zwischen 1918 und 1920 detaillierte Untersuchungen und Kalkulationen bezüglich einer Umstellung auf Normalspur auf den Strecken Göteborg–Gårdsjö und Tumleberg–Håkantorp durchgeführt worden. Die Kosten für das gesamte Projekt einschließlich der Fahrzeuge wurde auf 9.540.000 Kronen geschätzt. In diesem Betrag waren die Kosten von einer Million Kronen für den Anschluss an den Normalspurbahnhof in Göteborg enthalten.
Der Umbau sollte in Gårdsjö beginnen, weil zuerst vor allem die Industrie rund um Kinnekulle und Lidköping erreicht werden sollte.
Diese Frage wurde immer wieder aufgeworfen, kam aber im Laufe der Jahre nie zur Ausführung. 1943 wurde sie im Eisenbahn-Ausschuss behandelt, aber erneut verschoben. Neu diskutiert wurde dieses Thema mit der Verstaatlichung des VGJ-Netzes 1948.

## Hafenverkehr in Göteborg
Ab 1901 begann VGJ mit Transporten im Hafengebiet von Göteborg. Man beschaffte einige Schwimmkähne (Bargen), auf denen Güterwagen verladen werden konnten. Auf diese Weise konnten im Hafengebiet Kunden ohne Gleisanschluss bedient werden. Die ersten Kähne waren aus Holz gebaut und hatten nur eine geringe Kapazität. Im Laufe der Jahre wuchs dieser Verkehr und es wurden größere Kähne benötigt. Die Holzkähne wurden durch Eisen-Pramen ersetzt, die bis zu drei Güterwagen aufnehmen konnten. In den frühen 1940er Jahren waren zehn solche Kähne im Bestand der VGJ. 1939 wurden 40.000 Tonnen – das entspricht rund 5000 Wagenladungen – befördert, 1944 waren es 36.000 Tonnen und rund 4000 Wagen.

## Umbauten in Göteborg
Durch den wachsenden Verkehr waren die Bahnanlagen in Göteborg sehr bald ausgelastet und es wurden Erweiterungsmöglichkeiten gesucht.
Die Strecke nach Göteborg führte ursprünglich über ein Viadukt, das die Bergslagernas Järnvägar bei Skräppekärr überquerte. Dort lag etwa einen Kilometer vom Endpunkt die Station Lärje. Von dort führte sie an den eigenen Rangier- und Abstellanlagen vorbei an Marieholm, wo sich Lokschuppen und Werkstatt befanden. Sie passierte Säveån in der Nähe seiner Mündung und fand ihre Fortsetzung über Hultmans holme bis zur Endstation am Lilla Bommen.
Der Personenbahnhof Göteborg Västgöta lag eingeengt zwischen dem Gelände der BJ und städtischen Grundstücken. 1900 wurde mehr Platz zur Verfügung gestellt, wodurch ein weiteres Umfahrungsgleis gebaut werden konnte. Dennoch war der Bahnhof mit seinen zwei Gleisen und einigen Abstellgleisen sehr klein. Trotz einer 1915 vorgenommenen Verlängerung der Gleise im Bahnhof wurde immer deutlicher, dass die Station wegen ihrer Lage weder für die Eisenbahn noch für die Stadt zufriedenstellend war. Dies wurde noch ausgeprägter, als Ende der 1920er Jahre der normalspurige Personenverkehr im Hauptbahnhof von Göteborg zusammengeführt wurde.
Zu dieser Zeit hatte die Stadt Göteborg Pläne für eine neue Verbindung nach Hisingen. Der Bau der neuen Brücke über den Fluss wurde geplant. Dabei wurden die Bereiche rund um den alten VGJ-Bahnhof mit einbezogen und letztendlich sahen die Planungen den Abriss des VGJ-Bahnhofes vor. 1928 begannen Verhandlungen mit dem Königlichen Eisenbahnbaubüro (Kungl. Järnvägsstyrelsen) und der Stadt Göteborg zur Lösung dieser Probleme. Unmittelbar danach begannen die Untersuchungen zur Verlegung des Bahnhofes. VGJ plante die Einführung ihrer Züge in den Hauptbahnhof, dieser Vorschlag wurde verworfen. Stattdessen wurden Pläne erarbeitet und Kostenvoranschläge für den Bau eines neuen und selbstständigen Bahnhofes direkt neben dem Hauptbahnhof erstellt.
Die Verhandlungen mit den Behörden und BJ wurde 1929 abgeschlossen und die Hauptversammlung der VGJ 1930 genehmigte den Vorschlag. Mit Beschluss vom 16. Oktober 1930 wurde die Verlegung genehmigt, nachdem Einigkeit über die Vereinbarung zwischen der Stadt Göteborg, dem Kungl. Järnvägsstyrelsen und BJ herrschte. So konnte mit dem Bau begonnen werden. Dieser wurde 1932 abgeschlossen und die Züge fuhren am 11. Juni 1932 erstmals in den neuen Bahnhof ein.
Dazu musste ein neues Zufahrtgleis mit einer Länge von 6,3 km errichtet werden. Im Lärje wurde eine neue Station gebaut, an die die alte Zufahrtstrecke anschloss. Diese wurde ab der Eröffnung des neuen Bahnhofes nur noch im Güterverkehr bedient. Durch diese Verlegung sowie den Anschluss der VGJ an den Bahnhof Olskroken wuchs die Verkehrsbedeutung der Strecke. Der Bau umfasste ferner drei relativ große Brücken mit teilweise vier Gleisen, die teilweise von SJ benutzt wurden. 1938 kam mit der Elektrifizierung und Verlegung von BJ die Brücke über Slakthusgatan hinzu.
Die Baukosten betrugen zusammen mit dem notwendigen Landerwerb, das nicht bereits der Bahn oder der Stadt Göteborg gehörte, 1.870.000 Kronen. Alle erforderlichen Grundstücke im Besitz der Stadt gingen kostenlos in die Baumaßnahme ein. Der Wert dieser Grundstücke wurde auf über eine Million Kronen geschätzt. Zudem bezahlte die Stadt Göteborg eine weitere Million Kronen für den Vorteil der Zusammenführung der Bahnanlagen an einem Ort und der Freilegung der Gebiete am Lilla Bommen.
Schnell stellte sich heraus, dass der Umbau viele Vorteile brachte. Der VGJ-Bahnhof hatte eine günstige Lage. Das Gebäude beherbergte im Erdgeschoss Räumlichkeiten für die Abfertigung, ein Eilgutlager und einen Warteraum mit Kiosk. Im Obergeschoss war die Verwaltung untergebracht, die dritte Etage nutzte Statens Järnvägar und in der vierten Etage befanden sich Wohnungen.

## Fahrzeuge der VGJ
Die Beschreibung der Entwicklung des Fahrzeugbestandes betrifft im Wesentlichen die VGJ. Die wichtigen Fahrzeuge der anderen Bahnen, die von VGJ verwaltet wurden, sind bei den einzelnen Gesellschaften erwähnt. Die folgende Tabelle gibt einen Überblick über Fahrzeuge bei VGJ in den Jahren 1900, 1925 und 1947.
| Bauart                                        | 1900 | 1925 | 1947 |
| --------------------------------------------- | ---- | ---- | ---- |
| Tenderlokomotive                              | 4    | 10   | 7    |
| Schlepptenderlokomotive                       | 4    | 18   | 24   |
| Diesellokomotive                              | –    | –    | 1    |
| Verbrennungstriebwagen                        | –    | 4    | 8    |
| 2-achsige Triebwagenanhänger                  | –    | –    | 6    |
| 4-achsige Triebwagenanhänger                  | –    | –    | 6    |
| Rangierlokomotiven                            | –    | –    | 2    |
| 2-achsige Personenwagen                       | 6    | 50   | 31   |
| Drehgestellpersonenwagen                      | 6    | 20   | 36   |
| 2-achsige Gepäck- oder Güterwagen             | 183  | 846  | 801  |
| 3-achsige Gepäck- oder Güterwagen             | –    | 20   | 60   |
| 4-achsige Gepäck- oder Güterwagen             | –    | –    | 1    |
| 2-achsige Postwagen oder Wagen mit Postabteil | 3    | 6    | 4    |

## Weitere Fahrzeugbeschaffungen sowie Bau von Werkstätten
Bereits ein Jahr nach der Eröffnung der ersten Strecke stellte sich heraus, dass die verfügbaren Fahrzeuge nicht ausreichten. Dies galt für Güter- und für Personenwagen. In Anbetracht dessen wurden 40 offene Güterwagen und fünf 2-achsige Personenwagen bestellt. Zehn der Güterwagen waren so beschafften, dass ein für den Personenverkehr notwendiger Überbau aufgebracht werden konnte. Die Wagen konnten zu diesem Zweck während der wärmeren Jahreszeit genutzt werden. Weiter wurden zwei C-gekuppelte Tenderlokomotiven von Nydqvist & Holm in Trollhättan und eine kleine Rangierlok gekauft.
Die Verkehrsentwicklung erforderte bald darauf weitere Anschaffungen. So wurden 1904 zwei weitere Lokomotiven gekauft, dazu vier Drehgestellpersonenwagen und eine Reihe von Güterwagen. 1906 wurden zehn gedeckte und 20 offene Güterwagen beschafft, letztere mit drei Achsen und einer Tragfähigkeit von 14 Tonnen. Im selben Jahr wurden noch zwei Tenderlokomotiven für Güterzüge bestellt. Auch in den folgenden Jahren wurde der Lokomotiv- und Wagenbestand in dem Maße ergänzt, wie es die Verkehrszunahme erforderte.
Auf Grund der ständigen Ergänzung des Rollmaterials entstand die Notwendigkeit, eine Werkstatt mit modernen arbeitssparenden Maschinen zu errichten. Diese Werkstatt wurde in Göteborg gebaut. Dazu entstanden Lokschuppen in Göteborg, Tumleberg, Sollebrunn und Skara.
Durch die Übernahme von MKJ 1909 wuchs der Verkehr weiter und erforderte zusätzliches Rollmaterial. Man bestellte zwei Tenderlokomotiven für Güterzüge zusammen mit einer Anzahl von gedeckten und offenen Güterwagen. Die Lieferung sollte zur Jahreswende 1909/10 erfolgen, was sich wegen der Bedingungen auf dem Arbeitsmarkt um sechs Monate verzögerte.
1910 wurde der Werkstattbau in Göteborg abgeschlossen. Ein weiterer Lokschuppen entstand in Vara und der Ringlokschuppen in Skara wurde erweitert. Dazu wurden erneut gedeckte und offene Güterwagen sowie zwei Drehgestellpersonenwagen gekauft. Durch Vereinbarungen mit den benachbarten Schmalspurbahnen konnte der Wagenpark gemeinsam auf allen Strecken der beteiligten Gesellschaften genutzt werden. Die Inbetriebnahme der Strecke Mariestad–Gårdsjö führte erneut zu einer erhöhten Nachfrage von Personen- und Güterwagen, so dass weitere Beschaffungen erfolgten.
1912 wurde in Sjövik ein neuer Lokschuppen gebaut. Darüber hinaus wurden die Bekohlungsanlagen in Göteborg, Tumleberg, Kålltorp und Gårdsjö ausgebaut. Weiteren Wagen, unter anderem mit einer Tragfähigkeit von zwölf Tonnen, wurden gekauft und im Laufe des Monats Dezember desselben Jahres ausgeliefert. Der Verkehr wuchs weiter und der Wagenpark musste weiter ergänzt werden. So wurden noch 1912 fünf Personenwagen und 30 gedeckte Güterwagen in Auftrag gegeben, die im folgenden Jahr ausgeliefert wurden.
1915 bwurden 100 Güterwagen mit einer Ladekapazität von zwölf Tonnen pro Wagen zur Lieferung während des laufenden Jahres und für 1916 bestellt.
1916 zog die Werkstatt von LSSJ von Lidköping nach Skara um. So konnten die Anlage besser genutzt werden. Verschiedene Ausbesserungsarbeiten wurden ab diesem Zeitpunkt für die VGJ durchgeführt.
In den Jahren 1917 und 1918 und noch mehr im Jahr 1919 stiegen die Preise von Lokomotiven und Wagen deutlich. Die für die Herstellung benötigten Materialien konnten nicht in ausreichendem Maße beschafft werden. Deshalb wurden in diesen Jahren ebenso wie 1920 keine Ergänzungen im Fahrzeugpark vorgenommen. Als sich die Lage wieder normalisierte, wurden wiederum zwei Personenzuglokomotiven, 15 Personenwagen und 15 Güterwagen bestellt. Die relativ große Anzahl weiterer Personenwagen war vorausschauend für die Jubiläumsausstellung in Göteborg im Jahr 1923 erforderlich.
Um die Betriebskosten zu senken und Anzahl der Personenzüge auf einigen Streckenabschnitten zu erhöhen, begann VGJ 1923 mit der Erprobung von Triebwagenzügen. Zu diesem Zweck wurde von Kalmar mekaniska verkstad ein Triebwagen mit Benzinmotor mit 75 PS gekauft, der zuerst auf der Strecke Nossebro–Skara zum Einsatz kam. Damit begann eine neue Ära in der Unternehmensgeschichte. Es war beabsichtigt, dass bei einem positiven Probebetrieb auf Streckenabschnitten und bei Zügen, bei denen es von der Anzahl der Reisenden möglich war, auf Triebwagenbetrieb umgestellt werden sollte. Nachdem sich der Probebetrieb des Triebwagen bewährt hatte, wurden 1924 zwei weitere Fahrzeuge bei den Deutschen Werke, Kiel gekauft. Die Wagen wurden 1925 ausgeliefert.
1924 wurde das Betriebswerk von Vara nach Nossebro verlegt und gleichzeitig mit einigen Stellplätzen für Triebwagen erweitert. Ebenso wurden die Lokschuppen in Sjövik und Skara mit Stellplätzen für den Triebwagenbetrieb erweitert. Die in Torved vorhandenen Lokbehandlungsanlagen wurden nach Mariestad verlegt und der Schuppen für den Triebwagenbetrieb umgebaut.
1927 erwarb die Gesellschaft einige Kühlwagen und modernisierte ältere Wagen. 1930 wurde eine Lok und ein weiterer Triebwagen von DWK gekauft.
1933 wurde in Hässleholm ein Triebwagen aus einem Reisezugwagen umgebaut. Er erhielt einen 160 PS starken Motor von DWK. In der VGJ-Werkstatt in Göteborg erfolgten weitere Verbesserungen mit der Verlängerung der Führerkabine, dem Einbau von 53 gepolsterten Sitzplätzen, einer WC-Anlage und einem Gepäckraum. Der Wagen wog 27 Tonnen und hatte einen Achsabstand von 12,335 Metern. Der Motor war mit einer Magnetzündung ausgerüstet. Die beiden Benzintanks, die 250 Liter enthielten, waren gemeinsam mit der Motorkühlung auf dem Dach angeordnet.
Im folgenden Jahr fanden auf den Strecken der VBJ Probefahrten mit einem modernen Erste-Klasse-Scania-Vabis-Triebwagen statt, der von Nydkvist & Holm in Trollhättan geliefert wurde. Der Wagen verfügt über 35 Sitzplätze. Die Sitze waren mit Stoff im blauen Farbton überzogen. Er hatte eine Verstärkeranlage, die für die Ansage der Stationsnamen bestimmt war. Die Türen konnten automatisch geschlossen werden. Der Motor war ein Rohölmotor von Hesselman mit 100 PS und die Kraftübertragung erfolgte durch ein hydraulisches Getriebe. Die Bremsen waren ebenso hydraulisch. Der Wagen konnte mit einer Höchstgeschwindigkeit von 80 km/h verkehren. Zur Verringerung der Fahrgeräusche wurde erstmals ein Gummipolster zwischen dem Rad und dem Radreifen eingefügt.
Hintergrund des Einsatzes dieses Triebwagen war die Absicht, für weitere Untersuchungen über die Einsatzmöglichkeiten ein Staatsdarlehen für die Beschaffung von derartigen Fahrzeugen zu erhalten, was vom König befürwortet wurde. So waren es privaten Eisenbahnen in Schweden, die die Initiative für die Motorisierung des Schienenverkehrs ergriffen. Die Triebwagen erwiesen sich als besonders geeignet für Strecken mit geringem Fahrgastaufkommen. Dadurch wurden die Betriebskosten deutlich verringert. Die ersten Fahrzeuge waren noch recht einfach und nicht besonders zuverlässig, was sich im Laufe der Erprobungszeit schnell änderte. VGJ wollte alle Möglichkeiten nutzen, den Triebwagenverkehr auszuweiten, was durch den Zweiten Weltkrieg nicht gelang.
In den Jahren 1937–1938 wurde der Bestand des Rollmaterial weiter erhöht, unter anderem mit einer Rangierlok, einer Motorlok und zwei Güterzuglokomotiven. Darüber hinaus wurden drei Drehgestellpersonenwagen modernisiert und eine Reihe von alten offenen zweiachsigen Güterwagen mit einer dritten Achse versehen.
1939 wurden nach verschiedenen Probefahrten zwei Drehgestelltriebwagen in den Regelverkehr übernommen. Diese waren bei Motala Verkstad in Motala gekauft worden und waren mit zwei Mercedes Benz-Motoren ausgestattet, die jedoch später durch Scania Vabis-Motoren ersetzt wurden. Letztere hatten eine Leistung von je 180 PS. Die Kraftübertragung erfolgte durch hydraulische Getriebe, die Bremsen waren ebenfalls hydraulisch. Im selben Jahr wurden noch fünf und im folgenden Jahr vier Drehgestellpersonenwagen gekauft, die alle von einer deutschen Firma geliefert wurden. 1940 wurden auf Grund des Krieges die Treibstoffzuteilungen gekürzt, so dass Motorloks und Triebwagen aus dem Verkehr genommen werden mussten. Einige davon wurden auf Gasantrieb umgestellt.
Allerdings konnte 1941 der Rollmaterialbestand weiter erhöht werden. Eine Lokomotive, ein Schienenbus und ein Drehgestellpersonenwagen wurden beschafft, der Umbau und die Modernisierung von Personenwagen fortgesetzt. 1943 modernisierte man drei ältere Drehgestellpersonenwagen und zwei Drehgestelltriebwagen. Zudem wurde eine Dampflokomotiven von Norra Östergötlands järnvägar gekauft.
Bei Hilding Carlssons Mekaniska Verkstad in Umeå wurden fünf Triebwagenanhänger, darunter einer nur für Fahrgäste, zwei mit je einem Abteil für Fahrgäste und Gepäck sowie zwei nur für den Gepäcktransport bestellt. Diese wurden zwischen Februar und April 1944 angeliefert. Bei General Motors Nordiska AB wurden fünf Drehgestelltriebwagen, vier Drehgestellbeiwagen sowie ein Drehgestellbeiwagen für Post und Gepäck bestellt, die am 1. April 1945 bei VGJ in Einsatz kamen.
Die Fahrzeuginstandhaltung wurde in eigenen Werkstätten durchgeführt. Die Arbeit ist so aufgeteilt, dass die Lokreparaturen in der Werkstatt in Göteborg erfolgten, während die Wagen in Skara instand gesetzt wurden. Die Triebwageninstandhaltung erfolgte hauptsächlich in Göteborg und Skara. Darüber hinaus gab es Werkstätten für Kraftfahrzeuge in Sollebrunn und Skara.
Bahnbetriebswerke gab es 1945 in (in Klammern Betriebsbestand von Lokomotiven und Motorfahrzeugen): Göteborg Rangerbangården (9/0), Göteborg Odinstallet (4/2), Sjövik (0/2), Nossebro (2/3), Skara (8/8), Mariestad (5/2), Skövde (0/2), Stenstorp (2/0), Gårdsjö (3/1) und Gullspång (0/1).
Die Lokomotiven waren größtenteils mit zwei Bremssystemen ausgerüstet, mit Vakuumbremse für Personenzüge und mit Druckluftbremse für Güterzüge. Die Güterzüge bei VGJ waren lange mit Bremsern besetzt, die die Handbremsen der Wagen auf ein Signal der Lok anzogen. Im Zusammenhang mit dem Transport von Normalspurwagen auf Rollwagen wurden diese Rollwagen mit Druckluftbremsen ausgerüstet. Mitte der 1940er-Jahre wurde der Rest der Güterwagen mit Druckluftbremsen ausgerüstet. Diese Maßnahme war bei der Verstaatlichung noch nicht beendet und wurde erst von SJ abgeschlossen.

## Verstaatlichung
Im Mai 1939 traf der schwedische Reichstag eine Entscheidung hinsichtlich der allgemeinen Eisenbahnverstaatlichung. Durch freiwillige Verhandlungen kaufte der Staat viele private Eisenbahngesellschaften. Am 4. November 1946 erreichte die VGJ die schriftliche Anfrage, ob sie bereit sei, die Gesellschaft an den Staat zu verkaufen.
Nach langen Diskussionen innerhalb der VGJ beschloss die Hauptversammlung am 16. Februar 1948, die VGJ, LSSJ, MMJ, TNJ und STJ mit allem dazugehörigem Eigentum einschließlich des Autoverkehrs unter folgenden Bedingungen zu verkaufen:
- Übernahme aller Schulden und sonstiger Verpflichtungen
- Zahlung eines Kaufpreises in Höhe von 900.000 Kronen, dazu einen vom Staat zur Verfügung stellenden Festbetrag von 42.000 Kronen für die mit dem Eigentumsübergang entstehenden Kosten.

Dadurch erhielten die Aktionäre der VGJ für eine Aktie etwas mehr als 20 Kronen. Zudem mussten einige Aktien umgeschichtet werden, denn VGJ besaß 3233 von 3252 Aktien an der LSSJ, 2399 der 2494 Aktien der MMJ und 96 der 100 Aktien von TNJ und STJ. Weiter besaßen LSSJ 2116 und MMJ 410 Aktien von 39.438 Aktien der VGJ.
Der Vorschlag wurde einstimmig angenommen. Dadurch war Statens Järnvägar ab dem 1. Juli 1948 der neue Eigentümer der Gesellschaft, die danach abgewickelt wurde. Die VGJ-Strecken wurden in die SJ-Organisation integriert. Alle Schmalspurbahnen in Västergötland wurden ab dem Zeitpunkt von Lidköping aus verwaltet, während die Maschinen- und Verkehrsleitung in Skara saß.
Fehlende Dampflokomotiven, weitgehend durch die Beschaffungsschwierigkeiten der Kriegszeit bedingt, hatten zur Folge, dass SJ Lokomotiven von anderen verstaatlichten Gesellschaften, darunter von den Inseln Gotland und Öland sowie aus Småland holen musste. Nach der Lieferung der neuen Dampflokomotiven des Typs Gp war der Bestand abgedeckt. Die SJ-Dampflokomotiven, die auf dem ehemaligen VGJ-Netz im Einsatz waren, wurde mit Ausrüstung für Vakuumbremse versehen, da der Personenwagenpark nur aus Wagen mit Vakuumbremsen bestand.
SJ verfolgte die ehemaligen Pläne von VGJ weiter, den Großteil des Verkehrs mit Motorlokomotiven durchzuführen. 1954 wurde eine Reihe der neuen Diesellok-Type Tp geliefert., die sehr schnell die Dampflokomotiven ersetzten. Ende der 1950er Jahre waren Dampflokomotiven praktisch nicht mehr im Einsatz, sie waren von den Tp-Lokomotiven im Güterzugverkehr und durch Triebwagenzüge im Reisezugverkehr ersetzt worden.

## Teilweiser Umbau auf Normalspur
Diskussionen über den Ausbau des Schienennetzes auf Normalspur bestanden schon 1920. Diese Maßnahme wurde vor allem aus wirtschaftlichen Gründen nicht ausgeführt. Die Pläne für Umbauten wurden nach der Verstaatlichung wieder aufgegriffen. In den späten 1950er Jahren wurde beschlossen, einige der ehemaligen VGJ-Strecken mit Normalspurgleisen auszustatten.
Als erste Strecke wurde der Abschnitt Gårdsjö–Mariestad auf Normalspur umgerüstet, die ersten Züge fuhren am 1. August 1961. Bei der Strecke Mariestad–Forshem war der Umbau am 21. Juli 1962 abgeschlossen.
Zwischen Gullspång und Skagersvik sowie zwischen Skagersvik und Torved wurde das Schmalspurgleis 1963 und 1964 ersetzt. Diese beiden Abschnitte wurde wegen militärischer Gründe umgerüstet, auf ihnen wurde nie mehr ein Regelzugverkehr aufgenommen. Die Strecke ist noch vorhanden.
Die ehemalige Strecke der Lidköpings Järnvägar Forshem–Lidköping–Håkantorp wurde schon zuvor auf Normalspur umgebaut. Der Betrieb wurde am 24. September 1953 zwischen Håkantorp und Lidköping und am 20. Mai 1954 auf der Strecke Lidköping–Forshem wieder aufgenommen. Mit dem normalspurigen Streckenteil Gårdsjö–Mariestad–Forshem entstand eine neue zusammenhängende Strecke, die als länsjärnväg (Regionalstrecke) bedient wird und 1988 im Rahmen der Streckenneubenennung durch Banverket den Namen Kinnekullebanan bekam.

## Stilllegungen der ehemaligen VGJ–Strecken
Während der SJ-Zeit kamen die Schmalspurbahnen, die seit vielen Jahren ein wichtiger Teil von Gesellschaft und Wirtschaft waren, in Bedrängnis. Die Entwicklung des Verkehrs sowohl bei Lastwagen, Bussen und Pkw im Laufe der Zeit nahm zu. Trotz der Rationalisierungen sank der Wettbewerbsfähigkeit der Schmalspurbahnen. Dies reduzierte die Profitabilität und führte zu Verlusten. So wurde ein Großteil der Bahnen stillgelegt und abgebaut.
- Auf der Bahnstrecke Torved–Gullspång wurde der Personenverkehr praktisch am 11. Juni 1945 eingestellt, nachdem er bereits seit dem 22. Mai 1932 unbedeutend war. Die offizielle Stilllegung erfolgte am 1. Juni 1956.
- Auf der Bahnstrecke Tumleberg–Håkantorp wurde der Gesamtverkehr am 1. September 1953 im Zusammenhang mit dem Umbau auf Normalspur zwischen Håkantorp und Lidköping eingestellt.
- Auf der Bahnstrecke Gössäter–Vänern wurde der Güterverkehr am 14. Februar 1955 eingestellt. Im gleichen Jahr erfolgte der Abbau der Strecke.
- Auf der nach dem Bahnhofsneubau in Göteborg nur noch im Güterverkehr bedienten Bahnstrecke Sjövik–Lärje–Göteborg Ö wurde der Güterverkehr am 28. Februar 1961 eingestellt. Der Abbau der Strecke erfolgte 1962.
- Auf der Bahnstrecke Torved–Skagersvik fand seit 1961 kein Güterverkehr mehr statt. Die offizielle Einstellung erfolgte 1965.
- Auf der Bahnstrecke Sjövik–Göteborg wurde der Personenverkehr am 28. Mai 1967 eingestellt. Der Abbau der Strecke erfolgte 1967/68.
- Auf der Bahnstrecke Sjövik–Nossebro wurde der Gesamtverkehr am 24. August 1979 eingestellt.
- Auf der Bahnstrecke Nossebro–Skara–Götene wurde der Personenverkehr am 24. August 1970 eingestellt.
- Auf der Bahnstrecke Götene–Forshem wurde der Gesamtverkehr am 24. August 1970 eingestellt.
- Auf der Bahnstrecke Gullspång–Skagersvik wurde der Güterverkehr im März 1983 eingestellt.
- Auf der Bahnstrecke Vara–Götene wurde der Güterverkehr am 1. Oktober 1984 eingestellt.
- Auf der Bahnstrecke Vara–Nossebro wurde der Güterverkehr inoffiziell am 1. Februar 1987 eingestellt. Der letzte Güterzug fuhr schon am 19. Dezember 1986. Offiziell wurde der Güterverkehr am 1. Oktober 1989 eingestellt. Der Abbau der Strecke begann bereits 1988.
- Auf der Bahnstrecke Mariestad–Forshem–(Lidköping) wurde der Güterverkehr am 10. Juni 1991 eingestellt.

## Museumsbetrieb

### Museiföreningen Anten–Gräfsnäs Järnväg
Die Bahnstrecke Anten–Gräfsnäs slottspark gehört der Museiföreningen Anten–Gräfsnäs Järnväg, die für die Unterhaltung zuständig ist. Der anschließende Streckenabschnitt zwischen Gräfsnäs slottspark und Nossebro wurde 1970/71 abgebaut, ebenso wie der Abschnitt zwischen Sjövik und Anten.

### Museiföreningen Skara–Lundsbrunns Järnväg
Die Bahnstrecke Skara–Lundsbrunn gehört der Museiföreningen Skara–Lundsbrunns Järnväg, die für die Unterhaltung zuständig ist. Der anschließende Streckenabschnitt zwischen Vara und Skara wurde 1985 abgebaut, ebenso wie der Abschnitt zwischen Lundsbrunn und Forshem.